# Marc Aureli Quintil
Marc Aureli Quintil (en llatí: Marcus Aurelius Quintilus) fou emperador romà, germà de l'emperador Marc Aureli Claudi el Gòtic. El seu regnat va tenir una durada que no s'ha pogut concretar, però sens dubte va ser inferior a un any. Tot i la manca de fets atribuïbles al seu govern, l'historiador Eutropi va escriure que va ser un emperador moderat i capaç. Les tropes Aurelià el van considerar un usurpador.

## Orígens
Quintil va néixer a Sírmium, a la Pannònia Inferior. Malgrat les invencions d'alguns historiadors antics, sembla que procedia d'una família de classe baixa. Va adquirir rellevància quan el seu germà va accedir al tron el 268 amb el nom de Claudi II. Quintil possiblement va ser procurador de Sardenya durant el regnat del seu germà.

## Ascens al tron
Quan va arribar la notícia, l'agost del 270, que l'emperador Claudi II havia mort, els soldats sota les ordres de Quintil el van proclamar emperador. El fet va ser posat en coneixement del senat romà, el qual va donar la seva aprovació. Segons la versió de Joan Zonaràs va ser iniciativa del senat la seva elecció i no de les tropes. Però l'exèrcit de Sírmium, on el seu germà havia mort, havia proclamat a Aurelià.
Les versions sobre la seva mort difereixen: segons Zonaràs i Joan I d'Antioquia, Quintil havia imposat una dura disciplina als seus homes i això va fer que comencessin a desertar i quan es va veure mancat de partidaris es va suïcidar tallant-se les venes; segons la Història Augusta van ser els seus homes que, mentre estava a Aquileia, el van matar per alliberar-se de la dura disciplina; segons Jeroni d'Estridó va morir en un enfrontament amb Aurelià.Joan d'Antioquia coincideix amb la versió del suïcidi i diu que el va ajudar un metge.
La data de la mort tampoc coincideix en les diferents cròniques: alguns diuen que va ser el setembre i parlen de només 17 dies de regnat, tot i que altres diuen que va ser un regnat de 177 dies, però probablement fou més temps, ja que existeixen nombroses monedes seves i Zòsim sembla indicar un regnat d'alguns mesos.